# Hilliard (Florida)
Hilliard ist eine Stadt im Nassau County im US-Bundesstaat Florida. Das U.S. Census Bureau hat bei der Volkszählung 2020 eine Einwohnerzahl von 2.967 ermittelt. 

## Geographie
Hilliard liegt rund 45 km westlich von Fernandina Beach sowie etwa 40 km nordwestlich von Jacksonville. Die Stadt ist der letzte Ort vor der knapp 10 km entfernten Grenze zu Georgia im Norden.

## Geschichte
Das Eisenbahnzeitalter in Hilliard begann 1881, als von der East Florida Railway eine Bahnstrecke von Waycross (Georgia) nach Jacksonville eröffnet wurde, die 1884 in der Savannah, Florida & Western Railway aufging. Heute wird der Güterverkehr über Hilliard von CSX und der Personenverkehr von Amtrak (ohne Halt) betrieben.

## Demographische Daten
Laut der Volkszählung 2010 verteilten sich die damaligen 3086 Einwohner auf 1255 Haushalte. Die Bevölkerungsdichte lag bei 217,3 Einw./km². 89,0 % der Bevölkerung bezeichneten sich als Weiße, 8,7 % als Afroamerikaner, 0,5 % als Indianer und 0,4 % als Asian Americans. 0,3 % gaben die Angehörigkeit zu einer anderen Ethnie und 1,1 % zu mehreren Ethnien an. 1,4 % der Bevölkerung bestand aus Hispanics oder Latinos.
Im Jahr 2010 lebten in 40,2 % aller Haushalte Kinder unter 18 Jahren sowie 23,0 % aller Haushalte Personen mit mindestens 65 Jahren. 69,5 % der Haushalte waren Familienhaushalte (bestehend aus verheirateten Paaren mit oder ohne Nachkommen bzw. einem Elternteil mit Nachkomme). Die durchschnittliche Größe eines Haushalts lag bei 2,65 Personen und die durchschnittliche Familiengröße bei 3,15 Personen.
31,0 % der Bevölkerung waren jünger als 20 Jahre, 26,7 % waren 20 bis 39 Jahre alt, 23,8 % waren 40 bis 59 Jahre alt und 18,6 % waren mindestens 60 Jahre alt. Das mittlere Alter betrug 34 Jahre. 47,2 % der Bevölkerung waren männlich und 52,8 % weiblich.
Das durchschnittliche Jahreseinkommen lag bei 45.694 $, dabei lebten 19,0 % der Bevölkerung unter der Armutsgrenze.
Im Jahr 2000 war Englisch die Muttersprache von 98,77 % der Bevölkerung und spanisch sprachen 1,23 %.

## Verkehr
Hilliard wird auf einer gemeinsamen Trasse von den U.S. Highways 1, 23 und 301 (SR 15) durchquert. Der nächste Flughafen ist der Jacksonville International Airport (rund 35 km südöstlich).